# 至念吾父
《至念吾父》（英語：The Long Home）是一部未上映的獨立劇情片，由詹姆斯·法蘭科執導，電影改編自由威廉·蓋伊所寫的1999年同名小說《The Long Home》。由喬許·哈契森、提姆·布萊克·尼爾森、寇特妮·洛芙、提摩西·荷頓、詹卡洛·埃斯波西托、艾希頓·庫奇、喬許·哈奈特、佐伊·萊文、安娜莉·提普頓、斯科特·黑茲和羅賓·羅德·泰勒主演。主體拍攝於2015年5月1日開始。

## 製作

### 前期製作
詹姆斯·法蘭科將執導、製作，並出演改編自威廉·蓋伊的同名小說的電影。小羅伯特·哈爾米和Jim Reeve將擔任執行製片人。

## 發行
電影本來於2017年11月上映，該片的銷售權被Great Point Media收購。可是截至2022年，它還沒有以任何形式發布。

## 外部連結
- 互联网电影数据库（IMDb）上《至念吾父》的资料（英文）